# Ballot
Ballot – francuskie przedsiębiorstwo produkujące samochody luksusowe i sportowe. Zostało założone w 1905 w Paryżu przez braci Edouarda i Maurice`a Ballot. Wytwarzało silniki do samochodów i statków, stąd znalazł się znak kotwicy w logo firmy. W 1919 r. zaczęto montować własne modele. Firma znana była z udziału w wyścigach sportowych. Jednym z kierowców był Amerykanin Ralph DePalma.
Wielki Kryzys pogorszył sytuację zakładów i w 1931 roku zostały przejęte przez Hispano-Suiza.

## Znane modele
- 2LS (4 cylindrowy)
- 2LT
- 2LTS
- RH (8 cylindrowy)
- RH3
- HS26

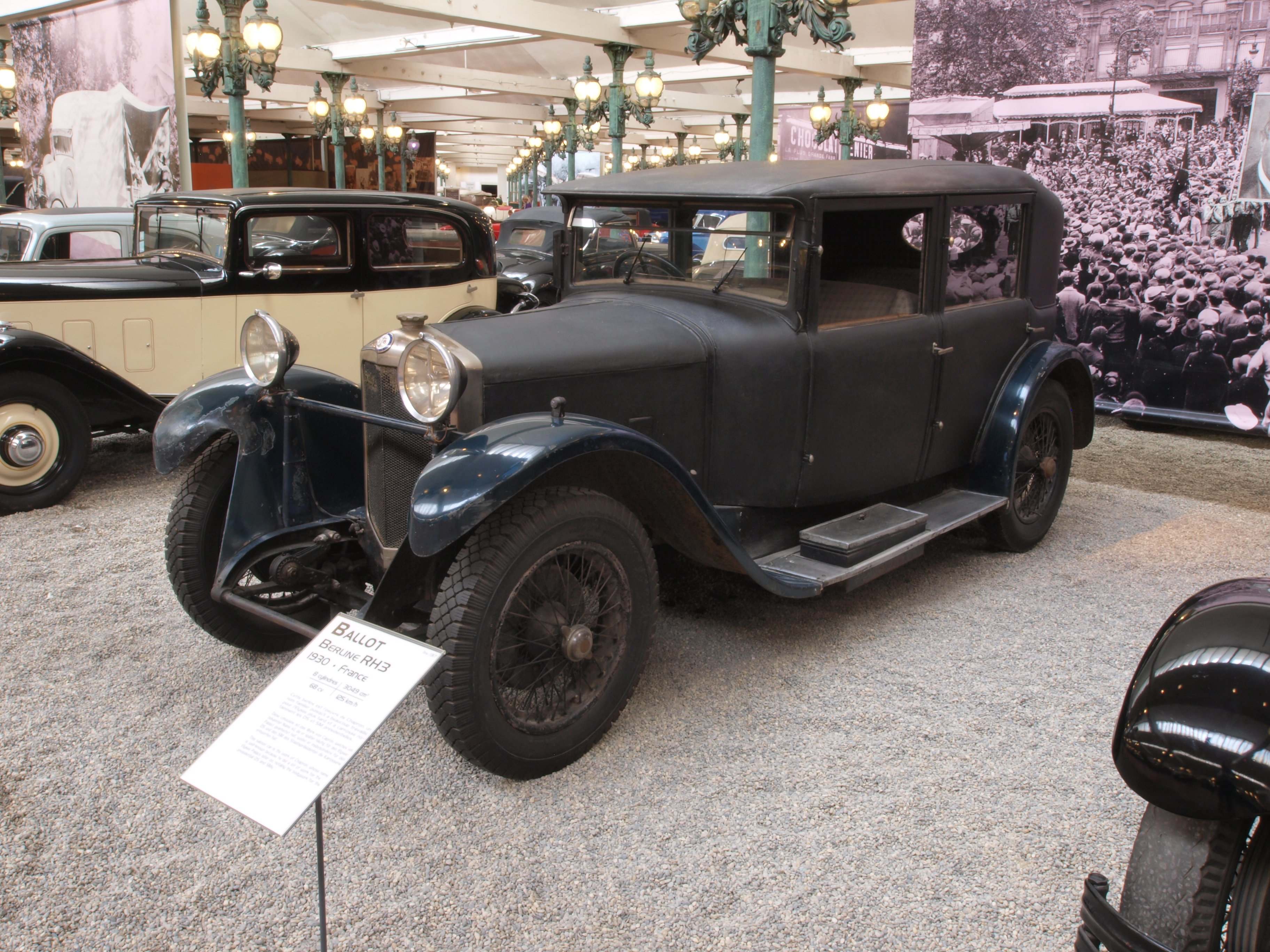
Ballot Berline 2LTS (model 1925)
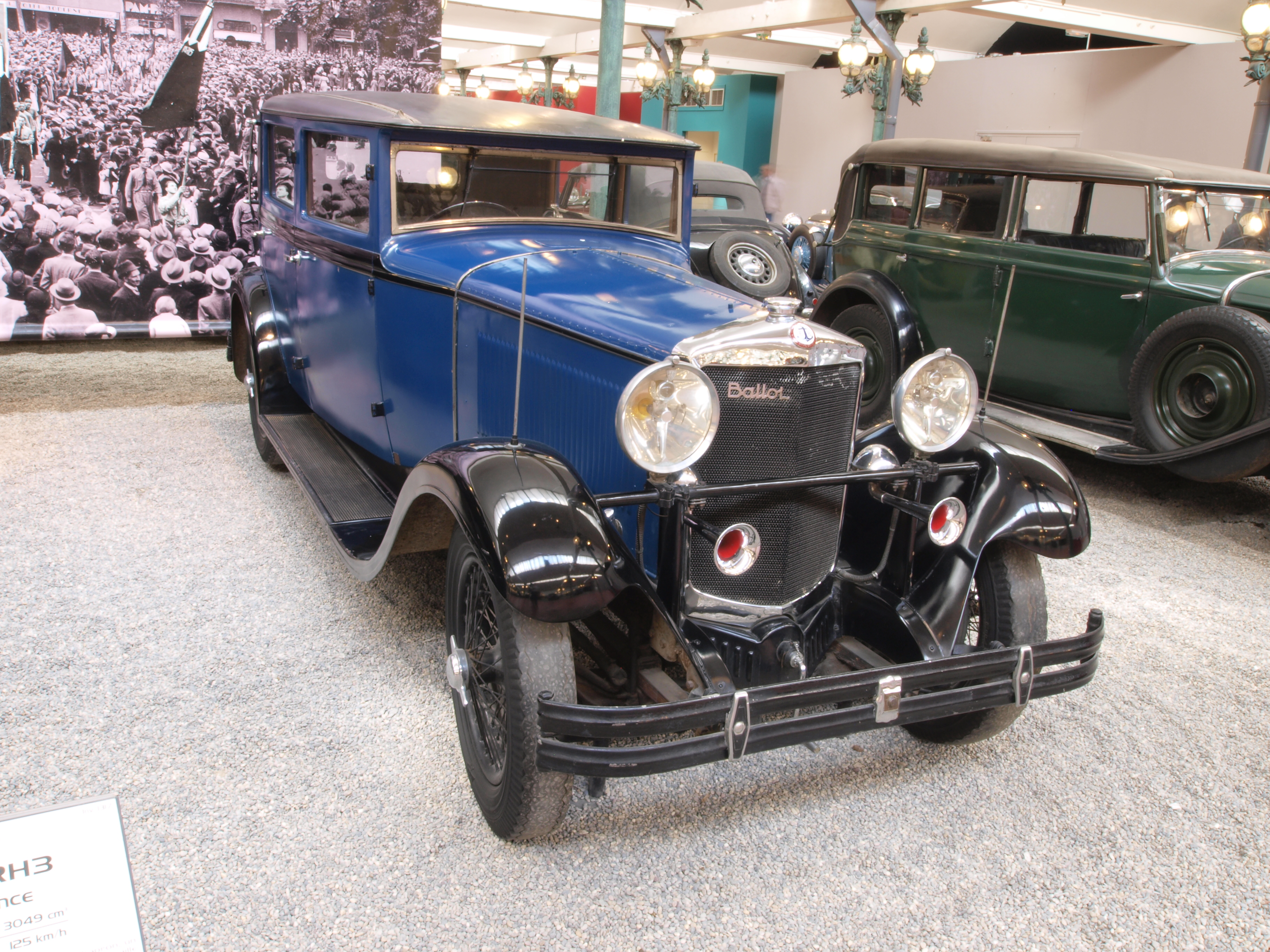
Ballot Berline RH3 (model 1930)